# Federica Foghetti
Federica Foghetti (Roma, 14 ottobre 1968) è un'ex pentatleta italiana.

## Palmarès
In carriera ha conseguito i seguenti risultati:
- Mondiali:

Wiener Neustadt 1989: bronzo nel pentathlon moderno a squadre.
Sheffield 1994: oro nel pentathlon moderno a squadre.
Siena 1996: argento nel pentathlon moderno staffetta a squadre.
Sofia 1997: oro nel pentathlon moderno a squadre e staffetta a squadre.
Budapest 1999: argento nel pentathlon moderno staffetta a squadre e bronzo a squadre.
San Francisco 2002: argento nel pentathlon moderno a squadre.
- Europei

Mosca 1997: argento nel pentathlon moderno a squadre.
Varsavia 1998: oro nel pentathlon moderno a squadre.
Tampere 1999: bronzo nel pentathlon moderno individuale.
Usti nad Labem 2002: argento nel pentathlon moderno a squadre.